# Legio IIII Flavia Felix
La Legio IIII Flavia Felix («[legione] Flavia fortunata») fu una legione romana assoldata dall'imperatore romano Vespasiano nel 70 e ancora attiva in Mesia Superiore agli inizi del V secolo. Il simbolo della legione era il leone.

## Storia

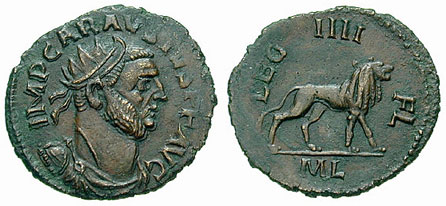
Antoniniano coniato da Carausio (imperatore in Britannia e Gallia dal 286 al 293) e recante al rovescio un leone, simbolo della Flavia Felix e la legenda LEG IIII FL. All'epoca della rivolta di Carausio la IIII si trovava a Singidunum (Belgrado), cosicché questa moneta dovrebbe fare riferimento a qualche vessillazione che si trovava all'epoca in Gallia.

La IIII Flavia fu organizzata da Vespasiano con i componenti della IIII Macedonica. La Macedonica aveva combattuto dalla parte di Vitellio e contro Vespasiano durante l'Anno dei quattro imperatori (69); forse l'imperatore non si fidava di quegli uomini, e sciolse la Macedonica, organizzando una nuova IIII legione e dandole il proprio nome, Flavia. Esiste la possibilità che la legione sia stata organizzata tra luglio e agosto, avendo il leone come simbolo.
La IIII Flavia fu mandata a Burnum (moderna Chistagne, Dalmazia) a rimpiazzare la XI Claudia; fu probabilmente in questo periodo che ricevette il titolo Felix, «serena». Dopo l'invasione dei Daci dell'86, Domiziano, in occasione delle sue campagne daciche, spostò la legione in Mesia Superiore, a Singidunum, sebbene alcune sue vessillazioni rimanessero a Viminacium, la base della VII Claudia. Nell'88 la Flavia Felix partecipò all'invasione punitiva della Dacia, partecipando alla vittoriosa battaglia di Tape; dieci anni dopo fece parte dell'esercito che, guidato da Traiano, determinò la definitiva conquista della Dacia occupando la fortezza legionaria di Berzobis. Per ordine di Adriano la Flavia Felix andò a Belgrado, ma vessillazioni sono attestate in varie parti del confine, ad Apulum, a Naissus, a Ulpiana e ad Aquincum (Budapest). La IIII si recò in oriente nel 165, per partecipare alla campagna contro i Parti dell'imperatore Lucio Vero.
Dopo la morte di Pertinace, diversi pretendenti al trono emersero tra i comandanti militari: la IIII sostenne Settimio Severo contro Pescennio Nigro e Clodio Albino, e quando questi completò la propria campagna orientale, la Flavia Felix rimpiazzò la II Adiutrix ad Aquincum. Di questa legione sono stati rinvenute sue tracce durante la campagna germanica di Massimino Trace del 235. In questa circostanza Massimino, riteneva che fosse una priorità dell'Impero la guerra "antigermanica", continuò a combattere gli Alemanni, riuscendo non solo a respingere le loro incursioni lungo il limes germanico-retico, ma anche a penetrare profondamente in Germania per circa 30-40 miglia romane (45-60 chilometri) e a battere sul loro terreno le armate alemanne, nella regione del Württemberg e Baden. Da recenti scoperte però la valutazione di 30-40 chilometri appare riduttiva, e si rivela realistica l'informazione dell'Historia Augusta secondo cui i romani sarebbero penetrati per circa 300-400 miglia romane, che era ritenuta inattendibile ed era stata considerata quindi un errore di trascrizione. Campagne archeologiche di scavo, condotte dal 2008 al 2011, hanno rivelato, infatti, tracce di uno scontro militare tra le armate romane ed i Germani presso l'Harzhorn, nell'area boschiva nei pressi di Kalefeld (in Bassa Sassonia), a centinaia di chilometri dalla base di Mogontiacum.
Venne quindi impiegata dall'imperatore Decio (249-251) contro i Gepidi. Combatté probabilmente nelle diverse campagne lanciate contro i Sasanidi in oriente, ma il campo-base è attestato ancora in Mesia ancora nella prima metà del IV secolo, e poi fino alla Notitia Dignitatum.